# Lulù Belle
Lulù Belle (Lulu Belle) è un film del 1948 diretto da Leslie Fenton.
È un film drammatico statunitense con Dorothy Lamour (nel ruolo di una cantante di Broadway, Lulu Belle), George Montgomery, Albert Dekker e Otto Kruger. È basato sull'opera teatrale del 1926  Lulu Belle di Charles MacArthur e Edward Sheldon.

## Trama
Lulu Belle è una cantante affascinante e ambiziosa che, grazie alla sua voce sensuale e al suo magnetismo, conquista rapidamente il successo nei club del Sud e, successivamente, sui palcoscenici del Broadway. La storia prende avvio con un crimine misterioso: Lulu e il suo ricco protettore Harry Randolph vengono trovati gravemente feriti a colpi di pistola nel camerino del teatro da Molly Benson, l’amica più fidata di Lulu. Il commissario Dixon avvia le indagini e sospetta subito di George Davis, ex marito della cantante, che viene sottoposto a un lungo interrogatorio. Da lì, il film si snoda in un lungo flashback che ricostruisce l’appassionata e tormentata storia tra George e Lulu.
George, avvocato di buona famiglia, incontra Lulu in un locale malfamato e, travolto dalla passione, lascia la sua fidanzata per sposarla. La coppia si trasferisce a New Orleans ma l’indole volubile e il gusto per il lusso di Lulu mettono in crisi l'equilibrio del matrimonio. Lulu intreccia relazioni con uomini influenti, tra cui il giocatore d’azzardo Mark Brady, che addestra George per farne un pugile da tournée. Nel frattempo, la relazione tra Lulu e il pugile Butch Cooper degenera in un piano criminale, poi sventato da George stesso. I rapporti si complicano ulteriormente quando George, in un impeto di rabbia, durante una rissa conficca una forchetta nell'occhio di Butch, rovinandogli la carriera e finendo, per questo, in carcere. Nel frattempo, Lulu conosce Harry Randolph, un ricco impresario che la porta a New York e le apre le porte del teatro di Broadway. Harry si innamora di lei e, dopo anni di successo, le propone il matrimonio, deciso a divorziare dalla moglie Gloria. Ma il passato torna a bussare quando Lulu scopre che George è tornato in città, e ciò scatena una serie di eventi carichi di tensione, gelosie e minacce. Lulu è costretta a fare i conti con i fantasmi del passato, con l’ambiguo Mark e la vendicativa Gloria.

## Produzione
Il film, diretto da Leslie Fenton su una sceneggiatura di Everett Freeman e, per alcuni dialoghi addizionali, di Karl Kamb e un soggetto di Charles MacArthur e Edward Sheldon (autori dell'opera teatrale), fu prodotto da Benedict Bogeaus per la Benedict Bogeaus Production e girato dal 27 ottobre al 13 dicembre 1947.

## Colonna sonora
- I Can't Tell Why I Love You, But I Do - scritta da Gus Edwards e Will D. Cobb, cantata da Dorothy Lamour
- The Ace in the Hole - scritta da George Mitchell e James Dempsey, cantata da Dorothy Lamour
- Sweetie Pie - scritta da Henry Russell e John Lehmann, cantata da Dorothy Lamour
- Lulu Belle - scritta da Henry Russell e Edgar De Lange, cantata da Dorothy Lamour

## Distribuzione
Il film fu distribuito con il titolo Lulu Belle negli Stati Uniti dal 15 agosto 1948 (première a New York il 19 giugno) al cinema dalla Columbia Pictures.
Altre distribuzioni:
- in Svezia il 22 novembre 1948 (Boxaren och Lulu Belle)
- in Finlandia il 3 dicembre 1948 (Viettelijätär)
- in Australia il 23 dicembre 1948
- in Francia il 23 novembre 1949 (Lulu Belle)
- in Portogallo il 24 giugno 1950 (A Mulher de Fogo)
- in Spagna il 15 marzo 1954 (Destinos cruzados)
- in Germania il 16 ottobre 1991 (Lulu Belle,in TV)
- in Italia (Lulù Belle)
- in Brasile (Lulu Belle)
- in Grecia (Lulubelle)

## Promozione
La tagline è: Why did scandal always follow LULU BELLE... Men found out about her too late..